# Jane Harris
Jane Harris (geboren 20. November 1961 in Belfast) ist eine britische Schriftstellerin.

## Leben
Jane Harris zog 1965 mit ihren Eltern nach Glasgow, wo sie die Schule besuchte und an der University of Glasgow Englische Literatur studierte. Außerdem absolvierte sie eine Schauspielausbildung an der East 15 Acting School in London. Danach schlug sie sich mit verschiedenen Jobs auch im europäischen Ausland durch und begann, Kurzgeschichten zu schreiben, die sie in Anthologien platzieren konnte. 
Sie studierte Creative Writing an der University of East Anglia (UEA) bei Malcolm Bradbury und wurde dort auch promoviert, an der UEA lehrte sie später selbst Kreatives Schreiben. Seither arbeitet sie als freie Schriftstellerin. Von 1992 bis 1994 leitete sie einen Schreibkurs im Gefängnis Durham. 
Harris arbeitet für die The Literary Consultancy als Lektorin für Romane und ist Story Editor in  Filmproduktionen.   
Harris erhielt mehrere Literaturstipendien. Ihr erster Roman The observations gelangte 2007 auf die Longlist des Orange Prize for Fiction. 
Jane Harris ist mit dem Filmregisseur Tom Shankland verheiratet. Sie leben in East London. 

## Werke (Auswahl)
- (Hrsg.): Words from within : tales and experiences of prison and prisoners. Einführung Judy Ward. Kingston : Two Heads, 1993.
- The observations. New York : Viking, 2006
  - Das Vermächtnis der Magd : Roman. Übersetzung Judith Schwaab. München : Page und Turner, 2007 ISBN 978-3-442-20305-5
- Gillespie and I. New York : Harper Perennial, 2011
- Sugar Money. London : Faber, 2017